# 聖伊西德羅 (卡瓦尼亞斯省)
聖伊西德羅（西班牙語：San Isidro），是薩爾瓦多的城鎮，位於該國東北部，由卡瓦尼亞斯省負責管轄，面積78.33平方公里，海拔高度363米，2007年人口10,533，人口密度每平方公里134.47人。